# Stefaniola fistula
Stefaniola fistula är en tvåvingeart som beskrevs av Möhn 1971. Stefaniola fistula ingår i släktet Stefaniola och familjen gallmyggor. Inga underarter finns listade i Catalogue of Life.